# Бэгли, Джеффри
Джеффри Бэгли (англ. Geoffrey Bagley; 3 ноября 1901, Понтефракт, Йоркшир, Англия —1992) — британский художник, музейный работник, общественный деятель.

## Биография
Сын архитектора. После окончания гимназии, начал учиться архитектуре, однако убедившись, что это ему не по душе, просил родителей позволить ему учиться в Ноттингемском колледже искусств. В 1924 году переехал в Лондон, где снимал студию с будущим известным художником-портретистом Бернардом Хейлстоном. Занимался дизайном, созданием плакатов и книжной иллюстрацией.
В 1929 покинул Англию и переехал в Торонто (Канада), где работал гравёром. Познакомился несколькими известными представителями изобразительного искусства. Работал и встречался с другими художниками, которые впоследствии образовали «Группу семи» и получил возможностью значительно улучшить свои навыки рисования с одарёнными художниками. Создал в этот период ряд разнообразных канадских пейзажей (Французская Канада, арктическое побережье Лабрадора и др.).
Переселившись в Монреаль, в 1934 году стал арт-директором известной фирмы производителей особой бумаги, поставлявшей продукцию для канадских банкнот, активно участвовал в типографском и полиграфическом дизайне. Вскоре стал завоевывать награды и 1939 его работы были показаны на выставках в Чикаго, Нью-Йорке, Национальной галерее Канады и других стран.
После начала Второй мировой войны он стал сотрудниками канадского правительственного учреждения службы информации Военного Совета правительства Канады, создавал плакаты для пропаганды и вербовки в Королевские ВМС Канады.
Позже был назначен арт-директором Национального совета по кинематографии Канады. Занимался обеспечением создания произведений искусства специально для военно-морского флота и других военных отраслей Канады во время войны.
Во время войны он принял участие в Североатлантических конвоях ВМС Канады (Ньюфаундленд — Соединённое Королевство). Фиксировал жизнь моряков и офицеров судов в боевых условиях. Прикомандированный к Королевским ВМС Канады в качестве официального военного художника, имел возможность посетить Англию.
В 1948 вернулся в Англии. В 1956—1958 годах был мэром г. Рай (Восточный Суссекс).

## Творчество
Работал со многими материалами: пастель, карандаш, акварель, цветные мелки, масляные краски, уголь и др.
Особую любовь к морю, и всему что с ним связано, пронёс на протяжении всего своего творчества.
Другой его любовью была Шотландия с её горами и замками, пейзажами. Занимался также изучением искусства и архитектуры рококо в Германии, Австрии, Франции и Северной Италии.
В течение 38 лет работал почётным куратором Rye Museum в г. Рай (Восточный Суссекс).
Большая коллекция его работ 1939—1945 годов, в том числе, 92 картины и рисунка, а также документации в 1985 году были подарены им Канадскому военному музею в Оттаве, к 75-летию Королевского канадского ВМФ.